# Chauncey Calhoun
Chauncey Calhoun (Phoenix, ...) è un ex giocatore di football americano statunitense, che ha giocato come wide receiver.
Dopo aver giocato per la squadra universitaria dei Valley City State Vikings si è trasferito in Europa, prima agli austriaci Vienna Vikings, poi agli italiani Rhinos Milano.